# 马桥镇 (靖江市)
马桥镇，是中华人民共和国江苏省泰州市靖江市下辖的一个乡镇级行政单位。

## 行政区划
马桥镇下辖以下地区：
马桥社区、侯河社区、福兴村、集福村、经伦村、铭坤村、正北村、幸福村、三爱村、新市村、白衣村、徐周村、横港村、迎祥村、祖师村、栗树村、朝西村和九一村。